# Суццара
Суццара (італ. Suzzara) — муніципалітет в Італії, у регіоні Ломбардія, провінція Мантуя.
Суццара розташована на відстані близько 380 км на північ від Рима, 135 км на південний схід від Мілана, 19 км на південь від Мантуї.
Населення — 21 134 особи (2014).
Щорічний фестиваль відбувається 3 лютого. Покровитель — святий Власій.

## Демографія
Населення за роками:

Станом на 1 січня 2023 року в муніципалітеті офіційно проживало 3360 іноземців з 67 країн, серед них 318 громадян країн Євросоюзу та 78 громадян України.

## Персоналії
- Даніло Донаті (1926—2001) — італійський художник кіно і художник по костюмах, письменник.

## Міста-побратими
- Бріуд, Франція (1995)

## Сусідні муніципалітети
- Дозоло
- Гонцага
- Луццара
- Моттеджана
- Пегоньяга
- В'ядана